# 中川根町
中川根町（なかかわねちょう）は、静岡県の中部に位置していた、「川根茶」の産地として知られる町である。隣接する川根町、本川根町とともに、三川根と呼ばれていた。

## 地理
- 河川：大井川
- 湖沼：境川ダム、塩郷ダム

## 歴史

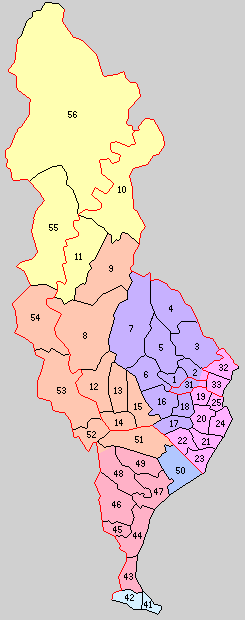
大井川流域の町村制施行時の町村。55が中川根村。（11.志太郡徳山村）

- 1889年（明治22年）3月1日 - 上長尾村、久野脇村、下長尾村、水川村、藤川村が合併し、榛原郡中川根村が村制施行[1]。
  - 同年月日 - 下泉村、地名村、壱町河内村、田野口村、堀之内村が合併し、志太郡徳山村が村制施行。
- 1956年（昭和31年）9月30日 - 中川根村が徳山村を編入。
- 1957年（昭和32年）3月31日 - 文沢地区（本川根町藤川の一部）を編入。
- 1962年（昭和37年）4月1日 - 町制施行に伴い中川根町となる。
- 2005年（平成17年）9月20日 - 本川根町と合併して川根本町となる。
中川根町藤川（旧文沢地区）が「元藤川」、本川根町藤川（旧志太郡藤川村）が「東藤川」に改名。

## 経済

### 産業
- 茶業
- 林業

## 地域

### 教育
- 中川根町立中央小学校
- 中川根町立中川根第一小学校
- 中川根町立中川根南部小学校
- 中川根町立中川根中学校
- 静岡県立川根高等学校

## 隣接していた自治体
- 静岡県静岡市、浜松市、榛原郡川根町、本川根町

## 交通

### 鉄道路線
- 大井川鐵道大井川本線：地名駅 - 塩郷駅 - 下泉駅 - 田野口駅 - 駿河徳山駅

### 道路
一般国道
- 国道362号
- 国道473号

県道
- 静岡県道77号川根寸又峡線
- 静岡県道263号春野下泉停車場線

道の駅
- フォーレなかかわね茶茗舘

## 名所・旧跡・観光スポット・祭事・催事
- くのわき親水公園
- 徳山城
- 藤川城
- 塩郷の吊橋
- 徳山の枝垂れ桜
- 徳山の盆踊

## 出身有名人
- 高木壬太郎（宗教家、青山学院院長）
- かせきさいだぁ≡（ヒップホップ・ミュージシャン）
- 大村朱澄（カヌー選手）
- 金澤大将（サッカー選手）

## 中川根町が登場する作品
- 一年半待て（松本清張の短編小説のテレビドラマ） - 撮影協力を行なっている。